# Clofibrat
Clofibrat ist ein Arzneistoff aus der Gruppe der Cholesterol- und Lipidsenker.

## Pharmakologie
Clofibrat senkt den Lipidgehalt im Blutplasma von Patienten mit Hyperlipidämie.
Clofibrat ist ein Glucuronosyltransferase-Induktor, der auch zur Ausscheidung von Bilirubin bei Neugeborenen mit Hyperbilirubinämie (Neugeborenengelbsucht) untersucht wurde. Ein Cochrane-Review von 2012 ergab, dass die – überwiegend im Iran – erhobenen Daten über die Verwendung von Clofibrat bei Neugeborenengelbsucht, die zwar eine Reduktion des Bilirubins zeigten, dennoch nicht ausreichten, um eine Therapieempfehlung zusätzlich zu den Standardtherapien Phototherapie und Austauschtransfusion zu geben. In vielen Ländern sei Clofibrat in seiner Hauptindikation (Lipidsenkung bei Erwachsenen) wegen Sicherheitsbedenken nicht mehr in Gebrauch.

## Synthese
Die Synthese von Clofibrat ist in der folgenden Reaktionssequenz beschrieben:

## Geschichte
Clofibrat ist der Ethylester der Clofibrinsäure und war die erste therapeutisch verwendete Substanz aus der Gruppe der Fibrate. Es wurde 1962 in den UK und 1967 in den USA im Markt als Lipidsenker (Atromid-S) eingeführt, in Deutschland 1964 als Skleromexe. Clofibrat wurde breit zur Lipidsenkung eingesetzt und kam auch zum Einsatz in der ersten großen Studie, die den Zusammenhang zwischen Cholesterinsenkung und möglichen kardioprotektiven Effekten untersuchte. Diese Studie sowie auch Folgestudien zeigten nur einen begrenzten Nutzen für Clofibrat und führten, zusätzlich vor dem Hintergrund der ausgeprägten Nebenwirkungen, zur Entwicklung von Derivaten, die ein besseres Nutzen-Risiko-Verhältnis aufweisen sollten. Clofibrat wurde in Deutschland mit Wirkung ab Januar 1979 als Medikament verboten.